# Zíbia Gasparetto
Zíbia Milani Gasparetto (Campinas, 29 de julho de 1926 — São Paulo, 10 de outubro de 2018) foi uma escritora espiritualista brasileira, que se notabilizou como médium.

## Biografia
De ascendência italiana, casou-se aos 20 anos com Aldo Luiz Gasparetto, com quem teve quatro filhos, entre os quais o apresentador de televisão Luiz Antonio Gasparetto.
Zibia conta que, em 1950, já mãe de dois filhos, teria acordado certa noite com um formigamento no corpo. Em seguida, teria se levantado e passado a andar pela casa como um homem, falando em alemão, idioma que desconhecia. O marido, surpreendido e assustado, recorreu ao auxílio de uma vizinha, que, ao chegar à residência da família, teria feito uma oração capaz de restabelecer Zibia. No dia seguinte, Aldo Luiz dirigiu-se a uma livraria, onde adquiriu O Livro dos Espíritos. Juntos, teriam começado a estudar a Doutrina Espírita.
Aldo Luiz começou a frequentar as reuniões públicas da Federação Espírita do Estado de São Paulo, mas Zibia não tinha como acompanhá-lo, pois não tinha com quem deixar as crianças. Semanalmente, entretanto, faziam juntos um estudo no lar, período em que a médium diz que principiou a sensação de uma dor forte no braço direito, do cotovelo até a mão, que se mexia de um lado para o outro, sem que ela pudesse controlá-lo. Aldo Luiz colocou-lhe um lápis e papel à frente. Tomando-os, Zibia teria começado a escrever rapidamente. Ao longo de alguns anos, uma vez por semana, foi psicografando desse modo o seu primeiro romance, O Amor Venceu, assinado pela entidade denominada Lucius.
Quando datilografado e pronto, a médium encaminhou o trabalho a um professor de História da USP, que, à época, dirigia um grupo de estudos na Federação Espírita. Mas só quinze dias mais tarde veio a resposta, na forma de aviso sobre a escolha da obra para ser publicada pela Editora LAKE.
Em seus últimos anos, a médium dizia escrever pelo computador, quatro vezes por semana, em cada dia uma obra diferente: consciente, declara ouvir uma voz ditando-lhe as palavras do texto.
Morreu aos 92 anos no dia 10 de outubro de 2018, após uma longa batalha contra o câncer de pâncreas.

## Obras publicadas
- 1958 - O Amor Venceu - o amor verdadeiro supera todos os desafios.
- 1969 - O Morro das Ilusões - a vida valoriza a verdade, destruindo as ilusões.
- 1975 - Entre o Amor e a Guerra - o amor entre um soldado francês e uma alemã durante a Segunda Guerra Mundial.
- 1976 - Laços Eternos - uma história de amor, ciúme e redenção.
- 1982 - Bate-papo com o Além - crônicas pelo espírito de Silveira Sampaio.
- 1984 - O Matuto - um caipira analfabeto herda uma fortuna e vence todos os que pretendiam ludibriá-lo.
- 1985 - Esmeralda (livro)|Esmeralda - uma deslumbrante cigana aprende a amar.
- 1986 - O Mundo em que eu vivo - o espírito de Silveira Sampaio relata a vida em outras dimensões.
- 1986 - Pedaços do Cotidiano - contos ditados por vários espíritos.
- 1988 - O Fio do Destino - o espírito de Lucius relata as suas vidas passadas.
- 1988 - Voltas que a vida dá - A visita da verdade, oportuna, nos faz reciclar valores, modificar ideias, aprender lições novas, caminhar para frente, desenvolvendo nosso mundo interior.
- 1989 - Espinhos do Tempo - uma fazenda, um fazendeiro cruel, uma mulher apaixonada pelo cunhado.
- 1992 - Quando a Vida Escolhe - mostrando que a vida tem o poder de escolher o que é melhor para cada um.
- 1993 - Somos todos inocentes - a história de um rapaz preso por um crime que não cometeu.
- 1995 - Pelas portas do coração - Juliana ensina-nos a sermos responsáveis pela própria vida.
- 1996 - Sem medo de viver - uma lição de vida, inspirando-nos a vontade de viver melhor.
- 1997 - O Amor Venceu - Ilustrado - o amor verdadeiro supera todos os desafios.
- 1997 - A Verdade de cada um - mostra o quanto se erra quando se pretende julgar os outros.
- 1997 - Pare de Sofrer - o espírito de Silveira Sampaio ensina a evoluirmos pela inteligência, com menos sofrimento.
- 1998 - Conversando Contigo! - coletânea de crônicas publicadas na revista Contigo!, é o único livro de autoria da própria Zíbia.
- 1998 - O advogado de Deus - a advocacia pode ser exercida com justiça e dignidade.
- 1999 - Quando Chega a Hora - a amizade e o companheirismo de três crianças.
- 2000 - Ninguém é de ninguém - ensina a superar os desacertos do ciúme.
- 2001 - Quando é preciso voltar - fugir dos problemas apenas transfere o momento de enfrentá-los.
- 2002 - Tudo tem seu Preço - cada um poderá obter o que quiser, se pagar o preço.
- 2003 - Tudo Valeu a Pena - quando de vencem os desafios, descobre-se que tudo aconteceu para o melhor.
- 2004 - Um Amor de Verdade - quando, mesmo amando, cada um continua sendo si mesmo.
- 2005 - Nada é por acaso - Uma mãe estéril, um menino indesejado, uma ligação de puro e profundo amor.
- 2006 - O Amanhã a Deus Pertence - Marcelo acreditava amar mas descobriu que apego não é amor.
- 2007 - O Repórter do Outro Mundo - O espírito de Silveira Sampaio traz surpreendentes e divertidas notícias do mundo espiritual.
- 2007 - Onde Esta Teresa? - Teresa saiu para viajar com sua amiga e nunca chegou ao seu destino. O que teria acontecido? A vida interfere a favor das relações familiares.
- 2008 - Eles Continuam entre Nós - Relatos de pessoas comuns, que tiveram alguma experiência sobrenatural - cartas enviadas a radio mundial, e editadas e transformadas em um livro
- 2008 - Vencendo o Passado - Ensina como questões negativas do passado pode contribuir em termos de experiência. Mas para isso, é preciso vencer o que ele produz de negativo.
- 2009 - Reflexões 2010 - Agenda com frases inspiradas pelos amigos espirituais.
- 2009 - Se Abrindo Pra Vida - Narra a vida de Jacira, uma mulher que entristecida e anulada de suas próprias vontades, descobre no amor próprio a chave para a superação.
- 2010 - Pensamentos 20 anos - Coletânea de frases retiradas dos livros dos autores da Editora Vida & Consciência.
- 2010 - Pensamentos - Coletânea de frases de livros de Zibia Gasparetto.
- 2010 - Eles Continuam entre Nós vol. 2 - Conta relatos de pessoas que tiveram experiências comoventes envolvendo a intervenção dos espíritos.
- 2011 - A vida sabe o que faz - Conta a história de Carlos que, após voltar da guerra, encontra sua ex-noiva pronta para casar-se com outra pessoa.
- 2011 - Pensamentos 2 - Frases inspiradas pelos amigos espirituais.
- 2012 - Reflexões 2012/13 - Agenda com frases inspiradas pelos amigos espirituais.
- 2012 - Pelas portas do coração - nova edição - Juliana não se confundiu com o mundo, aceitou a mediunidade sem hesitação, tornou-se um canal do bem e dos valores da espiritualidade, com firmeza e serenidade.
- 2013 - Só o Amor Consegue
- 2013 - O Encontro Inesperado
- 2014 - O Poder da Escolha
- 2015 - A verdade de Cada um - Nova Edição
- 2015 - A hora é Agora
- 2015 - Ela Confiou na Vida
- 2016 - Você sempre ganha
- 2019 - A Força da Vida